# Кузахметов Максим Рафікович
Максим Рафікович Кузахметов (нар. 21 серпня 1969 року, Ленінград, СРСР) — російський видавець, менеджер в галузі ЗМІ, історик — публіцист . У минулому — головний редактор газети «Московський комсомолець в Петербурзі», науково-популярних історичних журналів «Ваш таємний радник» , ведучий програми «Все так +» на радіостанції «Ехо Москви». Головний редактор науково-популярного історичного журналу «Секретна історія», що веде продовження програми «Все так +» на ютуб каналі «Шукаємо вихід». Регулярний спікер Форуму Вільних Народів Постросії та руху Вільна Інгрія.

## Біографія
Максим Кузахметов народився 21 серпня 1969 року у Ленінграді (СРСР).
У 1986 році вступив на факультет психології Ленінградського державного університету, який закінчив у 1992 році.
У 1987—1989 рр. (у період скасування надання студентам відстрочки від призову) — служба в лавах Радянської армії. Службу проходив у селищі Узун-Агач Алма-Атинської області.
У 1989—1991 рр. — робота в середній школі, з 1991 року — в галузі медіа.
З 2003 — співзасновник і генеральний директор Видавничої групи «Північне місто».
У 2013—2015 рр. — комерційний директор видань «МК у Пітері» та «Місто 812».
У 2014—2020 рр. — головний редактор науково-популярного історичного журналу «Ваш таємний радник».
У 2018—2022 рр. — співведучий (з Віталієм Димарським ; далі Марк Нуждін), ведучий історичної програми «Все так +» на радіостанції " Эхо Москвы " аж до її закриття, з 2018 по 2021 рік — головний редактор « МК в Пітері».
З 2016 — провідний редактор головної теми номерів науково-популярного історичного журналу " Дилетант ".
З 2018 — головний редактор науково-популярного історичного журналу «Секретна історія».
З березня 2022 року програма «Все так +» виходить на ютуб-каналі «Шукаємо вихід».
Виїхав з Росії після початку вторгнення Росії в Україну . Живе з дружиною та дітьми в Латвії
Регулярний спікер Форуму Вільних Народів Постросії та руху Вільна Інгрія.
2 червня 2023 Міністерство юстиції Росії внесло Кузахметова до реєстру «іноземних агентів».

## Вибрані праці

### Проза
- Твори

### Статті
- Кузахметов М. Р. Фатальна помилка Сталіна // Дилетант, 23.10.2019

### Редагування
- Максим Кузахметов — провідний редактор головної теми номерів науково-популярного історичного журналу «Ділетант».

## Виступи на радіо
- Перелік виступів в історичних програмах на радіостанції «Відлуння Москви»

## Інтерв'ю, коментарі, відкриті лекції
- У Петербурзі та в кризу з'являються нові видання: [Коментар Максима Кузахметова] // Петербурзький оглядач, 28.09.2015
- Кочнев Сергій . «Наполеон будував своєрідний прообраз Євросоюзу»: [Інтерв'ю з Максимом Кузахметовим] // Реальний час, 18.08.2019
- Як все починалося: Перший хрестовий похід та єврейські погроми XI століття, 30.01.2020: Інформація на сайті «Jevents.ru»

## Особисте життя
Одружений, батько шістьох дітей .

## Захоплення
- В 2003 створив рок-групу «Клерки». Є автором усіх пісень групи, у тому числі композиції «Зеніт — чемпіон» (2007)[8].
- Вікіпедист, учасник проектів Вікімедіа.